# Słobożanśke (rejon charkowski)
Słobożanśke (ukr. Слобожанське, do 2016 Żowtnewe, ukr. Жовтневе) – wieś na Ukrainie, w obwodzie charkowskim, w rejonie charkowskim. W 2001 liczyła 1173 mieszkańców.